# Mérenský kůň

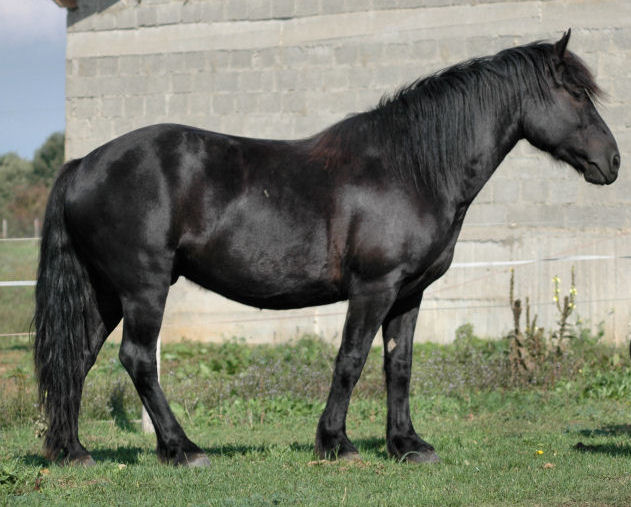
Mérenský kůň

Mérenský kůň je plemeno starobylého původu z jižní Francie. Příležitostně bývá ještě označován jako arièžský poník. Je to malé prosté venkovské plemeno pocházející ze svahů Pyrenejí a Arièžských hor, z povodí řeky Ariège. Bývá považováno za potomka zdejších prehistorických koní tarpaního typu. Vzniklo pravděpodobně křížením původních poníků s klisnami římských legionářů a posléze bylo obohaceno krví percherona a bretona. V minulosti byli mérenští koně využíváni v dolech, při stahování dřeva, na zemědělské práce a jako soumaři při pašování v horách. Dnes je mérenský kůň převážně využíván pod sedlo a k jezdectví.
Meréni mají sytě černou barvu, v zimě s červenohnědým leskem. Hřívu a ocas mají husté a hrubé. Jsou velmi nenároční a houževnatí, zvyklí na dřinu i v těžkých podmínkách. Dobře snáší zimu, mráz, sníh, naproti tomu jim nedělají dobře velká vedra.
Už Gaius Julius Caesar je popsal ve své knize o dobývání Gálie (dnešní Francie).
V kohoutku měří 135–150 cm.